# Jimmy Haslam
James Arthur Haslam III, detto Jimmy (Knoxville, 9 marzo 1954), è un imprenditore e dirigente sportivo statunitense, proprietario dei Cleveland Browns della National Football League (NFL).

## Biografia
Figlio dell'imprenditore Jim Haslam, fondatore della compagnia Pilot Flying J nel 1958 col nome di Pilot Oil Corporation, Jimmy Haslam frequentò l'Università del Tennessee Haslam dove fu il compagno di stanza di Bob Corker, futuro senatore dello stato del Tennessee. È il fratello di Bill Haslam, Governatore del Tennessee.
Haslam acquistò una quota di minoranza dei Pittsburgh Steelers nel 2008. Nel 2012, raggiunse un accordo col proprietario dei Browns Randy Lerner per acquistare la franchigia per un miliardo di dollari. I Browns erano valutati 977 milioni di dollari nel 2011 da Forbes magazine, ventesimi nella NFL. La famiglia Haslam è proprietaria anche dei Tennessee Smokies, un'affiliata di classe AA dei Chicago Cubs. Le regole della NFL proibiscono di possedere quote di proprietà di più franchigie, così Haslam vendette il suo interesse negli Steelers. Il 16 ottobre 2012, l'acquisto dei Browns fu approvato unanimemente da tutti i 32 proprietari delle franchigie della NFL; la vendita si concluse il 25 ottobre 2012.